# José Lamarca

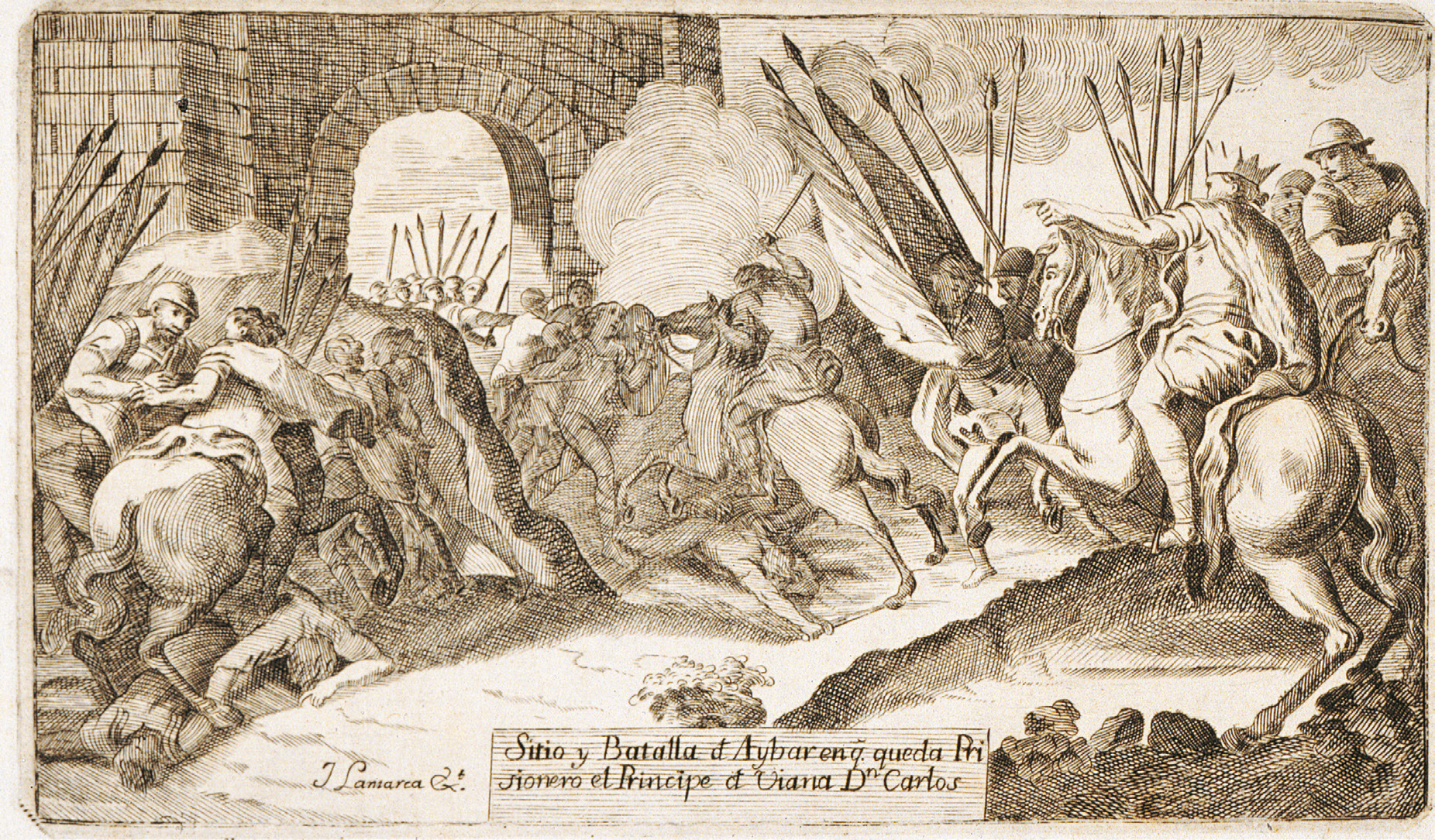
Sitio y batalla de Aybar en que queda prisionero el príncipe de Viana D. Carlos, estampa calcográfica, prueba de estado. Archivo Real y General de Navarra. Ilustración de José Lamarca para los Anales de Navarra, del padre Moret y Francisco de Alesón, 1766

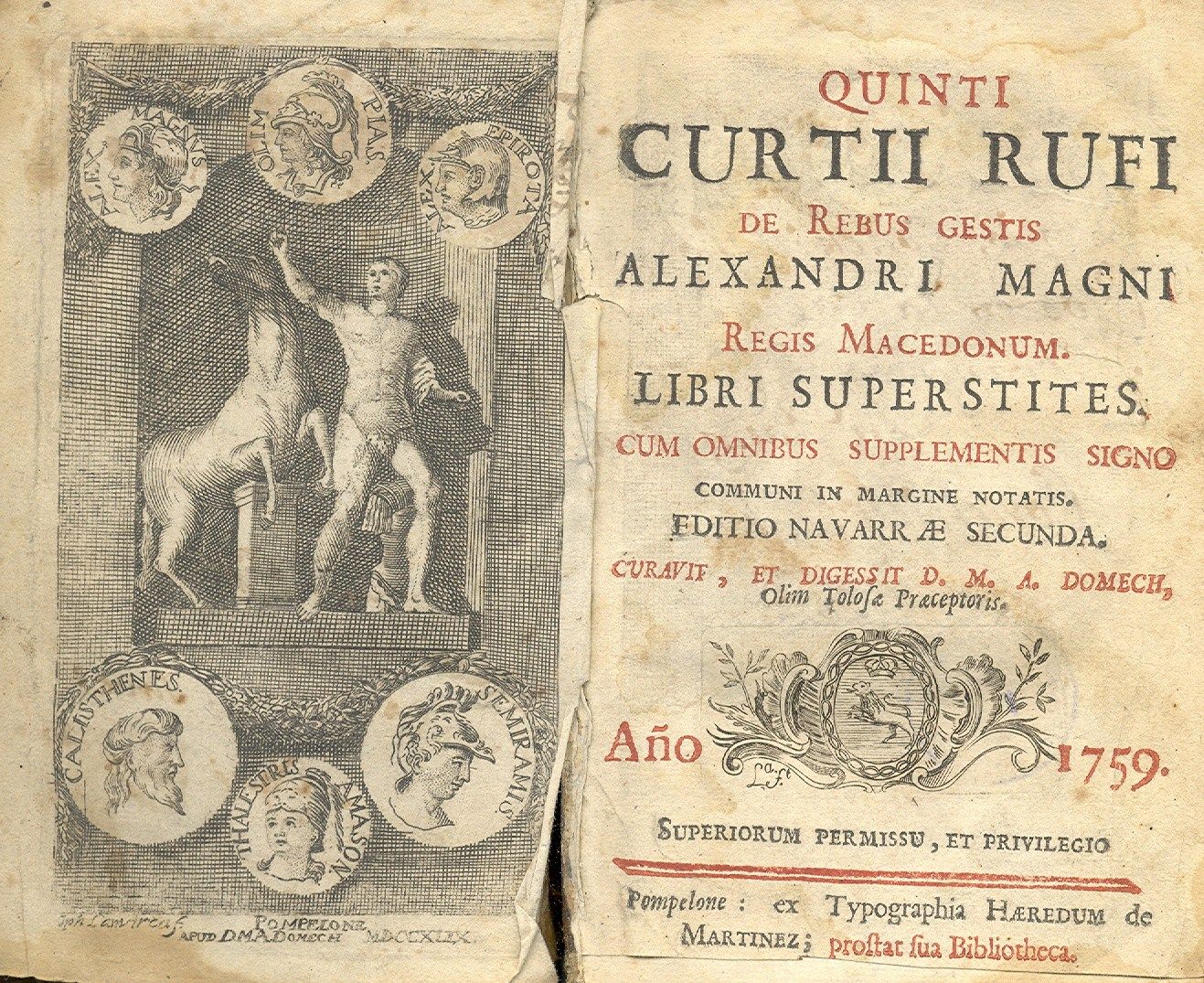
Anteportada firmada Jph. Lamarca ft. Pompelone / Apud DMA. Domech MDCCXLIX (sic) y portada de Quinto Curcio, De rebus gestis Alexandri Magni, ex typographia haeredum de Martínez, Pamplona, 1759, con el escudo de la ciudad.

José Lamarca (ft. 1756-1786) fue un grabador calcográfico activo en Pamplona, Zaragoza y Madrid.
La primera noticia de su actividad data de 1756 y lo relaciona con un proyecto frustrado: la edición de los Anales de Navarra, del padre Moret y Francisco de Alesón encargada por las Cortes de Navarra, para la que había proporcionado los grabados con los retratos de los reyes privativos del reino navarro. Las estampas de Lamarca son treinta y cinco, algunas de ellas con la indicación de haber sido abiertas en Zaragoza aunque la mayor parte debió de hacerlo en Pamplona a donde se trasladó con su familia. Una colección de los grabados, que no se llegaron a comercializar por los problemas que surgieron entre el impresor, Miguel Antonio Domech, y la Diputación del Reino, se conserva en colección particular, salvada de la destrucción de algunos centenares de estampas ya impresas. Las objeciones se referían principalmente a las notas del editor y a impropiedades heráldicas, atribuibles a las indicaciones recibidas por Lamarca del editor, pero su propio trabajo no se libró del severo juicio del jesuita Mateo Javier Calderón, uno de los eruditos comisionados por la Diputación para examinar las láminas, en las que, decía, «no se halla un rostro hecho con propiedad, ni en sus facciones, la perfección debida, siendo esta falta notable en la boca y en los ojos, que no se hallarán unos buenos». También por encargo de Domech, con quien durante un tiempo colaboró de forma habitual, abrió en Pamplona la hoja de lámina ante la portada de su edición del De rebus gestis Alexandri Magni de Quinto Curcio (1759).
Diez años después las autoridades navarras recuperaron el viejo proyecto, con nuevo impresor y un programa iconográfico diferente del que generó el conflicto, cuya realización se encomendó de nuevo a Lamarca, que para entonces había chocado también con Domech y sufrido cárcel por deudas. Sus dibujos a tinta y aguada y las pruebas de estado de la mayor parte de los grabados empleados en la edición de los Anales de 1766, impresa por Pascual Ibáñez, con anotaciones de los diputados demostrativas de su vigilancia sobre la propiedad y exactitud histórica de lo representado, se han conservado también en colección particular pamplonesa y se encuentran depositados en el archivo municipal. Lamarca, que en sus comunicaciones con la Diputación se declaraba «persona necesitada y con dilatada familia», se encargó tanto de los dibujos como de los grabados, que en esta ocasión eran en su mayor parte de carácter narrativo en tanto ilustraciones de sucesos históricos.
Atendiendo a otros encargos llegados de Navarra, en 1765 abrió una estampa de la Virgen de Ujué, encargo de un particular, y, por encargo del ayuntamiento de Pamplona, grabó en 1756 otra de san Fermín retallada en 1764. Además, con título de pintor y dorador, se le solicitó por los responsables de la iglesia de San Saturnino el examen del trabajo de pintura y dorado hecho en la capilla de la Virgen del Camino por Fermín Rico.

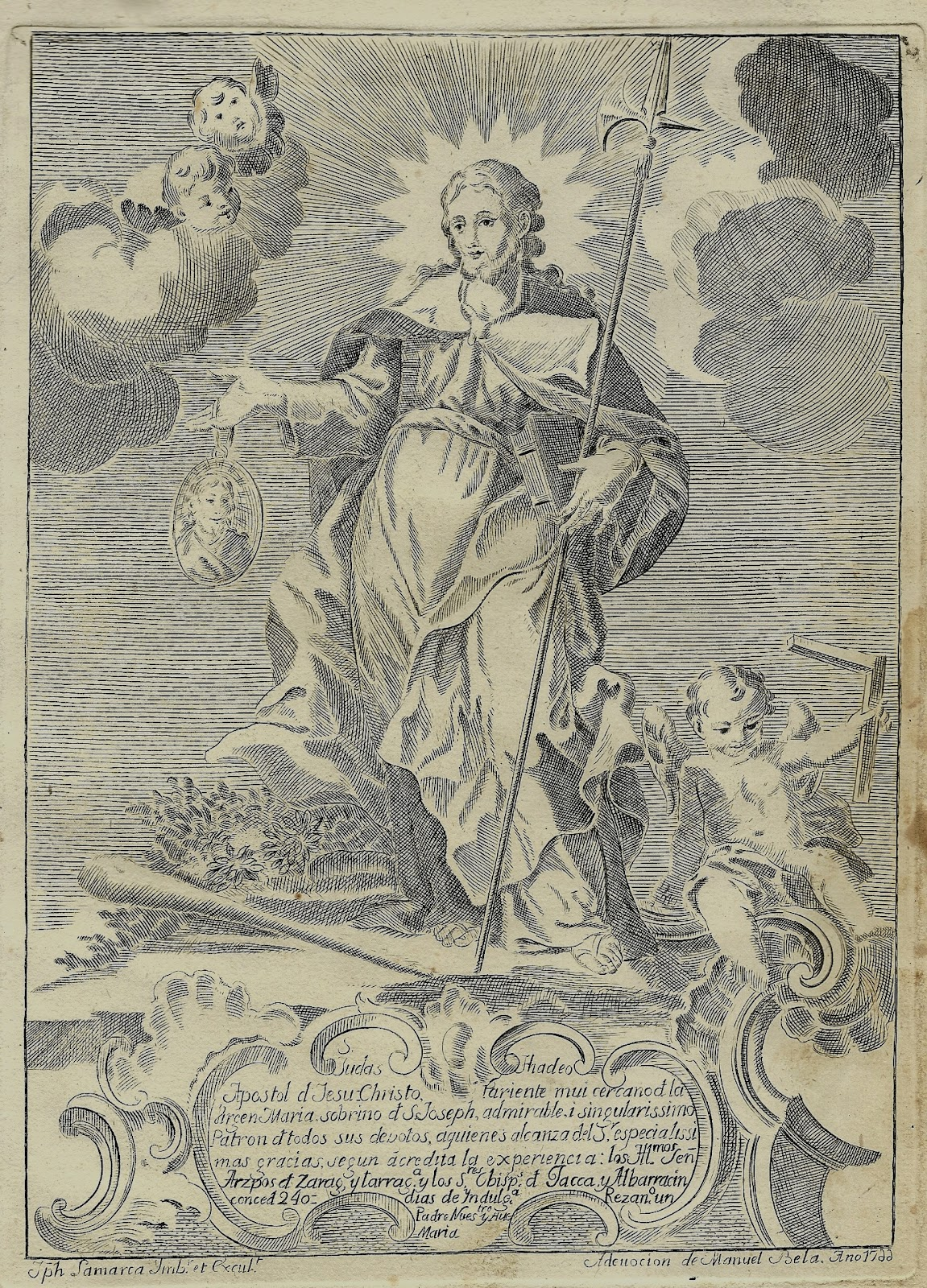
San Judas Tadeo, dibujado y gabado por José Lamarca a devoción de Manuel Bela, 1766. Ilustración de Real provisión executoria de infanzonía e hidalguía, obtenida por Don Miguel Bela y Sebastián. En Zaragoza: En la Imprenta de Francisco Moreno.

También de 1756, el mismo año del que datan las primeras informaciones relativas a su aportación a los Anales de Navarra, es su primera estampa aragonesa: el Verdadero retrato de Nuestra Señora de la Esperanza venerada en el trascoro de la basílica del Pilar. Aquí su producción es enteramente de devoción. Tras un paréntesis temporal de tres años, en 1759, firma estampas dedicadas a san Félix de Cantalicio, con indulgencias del arzobispo de Zaragoza y el obispo de Barbastro, y al Ángel de la Guarda por encargo de su cofradía establecida en el Hospital de Nuestra Señora de Gracia. De hacia 1766 una Venida de la Virgen del Pilar, incluida luego en la Historia chronológica de la santa, angélica, y apostólica capilla de Nuestra Señora del Pilar de Manuel Vicente Aramburu (Zaragoza, Imprenta del Rey). Otras imágenes devotas aragonesas de las que abrió láminas, entre muchas, son la de Nuestra Señora del Tremedal, venerada en Orihuela del Tremedal (Teruel), la de santa Bárbara como se venera en la parroquia de San Pablo de Zaragoza, la de san Victorián Abad, encargo de su cofradía con sede en la también zaragozana parroquia de la Sata Cruz, la del Cristo con la cruz a cuestas de la parroquia de San Lorenzo de Magallón (1779) y la de Nuestra Señora del Castillo de Fuendejalón.
Una plancha de bronce de «más de un palmo de larga y media de ancha», con el título de Madre Santísima de la Luz, figuraba entre las pinturas, estampas y otros materiales de devoción dedicados a esa reciente y controvertida invocación mariana promovida por los jesuitas que fueron secuestrados en Zaragoza por la Real Audiencia de Aragón a instancias del Consejo de Castilla y enviados a Madrid el 7 de julio de 1770. No se conoce la estampa y no es posible saber si se llegó a imprimir.
A pesar de lo abundante de su producción, las dificultades económicas debieron de ser una constante en su vida. Si en 1766 se dirigía a las autoridades navarras hablando de su dilatada familia y sus muchas necesidades económicas, en 1782 es a la Real Sociedad Económica Aragonesa de Amigos del País a la que dirigió un memorial junto a un dibujo de su hijo Mariano solicitando una subvención para él a fin de que pudiese proseguir sus estudios pues, según explicaba, aunque había vivido seis meses en Madrid estudiando con Mariano Salvador Maella, este había acabado rechazándolo a causa de su pobreza. También él debió de hacer algún intento de establecerse en Madrid, donde hacia 1759 firmó el retrato de José Díaz Benjumea, teólogo, presumiblemente para ilustrar alguno de sus libros.